# University of Bedfordshire
University of Bedfordshire eller Bedfordshire Universitet er et offentligt universitet, der ligger i de to counties Bedfordshire og Buckinghamshire i England. Universitetet blev etableret i august 2006 efter det blev godkendt af Privy Council, hvor University of Luton blev slået sammen med Bedford campus fra De Montfort University.
Det har omkring 14.000 studerende, inklusive omkring 4.500 internationale studerende. Universitetet er spredt over seks forskellige campus; der ligger fire campus i Bedfordshie fordelt i Bedford og Luton; og to campus i Buckinghamsire i henholdsvis Aylesbury (for sygeplejersker og jordmødre) og Milton Keynes (business, elektroningeniør og telekommunikation).
Universitetet kom med i Research Assessment Exercise i 2008, og det opnåede en GPA på 2.087 hvor 34,7% var verdensledende eller internationalt fremragende. De bedste bedømmelser fik universitetet i kommunikation, kultur- og mediestudier, socialvidenskab og administration samt engelsk sprog og litteratur. I 2012 blev universitetet Fairtrade-certificeret.
Den nuværende universitetskansler for University of Bedfordshire er John Bercow, der siden 2009 har været Speaker of the House of Commons.

## Historie
University of Luton har rødder tilbage til Luton Modern School, der blev etableret i 1908 og Luton Modern School and Technical Institute som åbnede i 1937. Dette blev til Luton College of Higher Education med sammenlægningen af Luton College of Technology and Putteridge Bury College of Education i 1976.
I 1993 fik uddannelsesinstitutionen universitetsstatus. De Montfort University campus i Bedford var oprindeligt en del af Bedford College of Higher Education, som stammede fra Bedford Teacher Training College, der var grundlagt i 1882, og Bedford Physical Training College, som blev grundlagt i 1903.
Universitetet blev skabt ved en sammenlægning af University of Luton og De Montfort Universitys Bedford campus i august 2006 efter gdkendelse af Storbritanniens Privy Council.

## Campus
Universitetet har to primære campus, som ligger i henholdsvis Luton og Bedford.
Der findes også to didikerede campuser til undervisning af sygeplejerske og jordmødre ved Butterfield Park i udkanten af Luton, og Buckinghamshire campus ved Aylesbury College i Aylesbury. Universitetet har også et campus ved Putteridge Bury som huser deres Knowledge Hub og master Business School. Campuset ligger i et parkområde på omkring 30 acres. Den nuværende bygning blev færdiggjrot i 1911 og blev tegnet af arkitekterne Sir Ernest George og Alfred Yeats i stil med Chequers. Siden er det blevet redesignet og ombygget flere gange. Campuseet rummer universitetets Business School og konferencecenter.
Et mindre campus, University Campus Milton Keynes, blev en del af universitetet i 2012.

## Kendte alumner
- Zema Abbey
- David Balfe
- Sue Beardsmore
- Jane Carpanini
- Rickie Haywood Williams
- Gemma Hunt
- Becky Jago
- Stephen Kelman
- Ben Myers
- Melvin Odoom
- Richard Page